# Rue de Rambervillers
La rue de Rambervillers est une voie située dans le quartier du Bel-Air du 12e arrondissement de Paris.

## Situation et accès
La rue de Rambervillers est accessible à proximité par la ligne de métro 6 à la station Bel-Air.

## Origine du nom
Elle porte le nom de la ville de Rambervillers, dans les Vosges, qui lutta pour sa défense durant la guerre franco-prussienne de 1870.  

## Historique

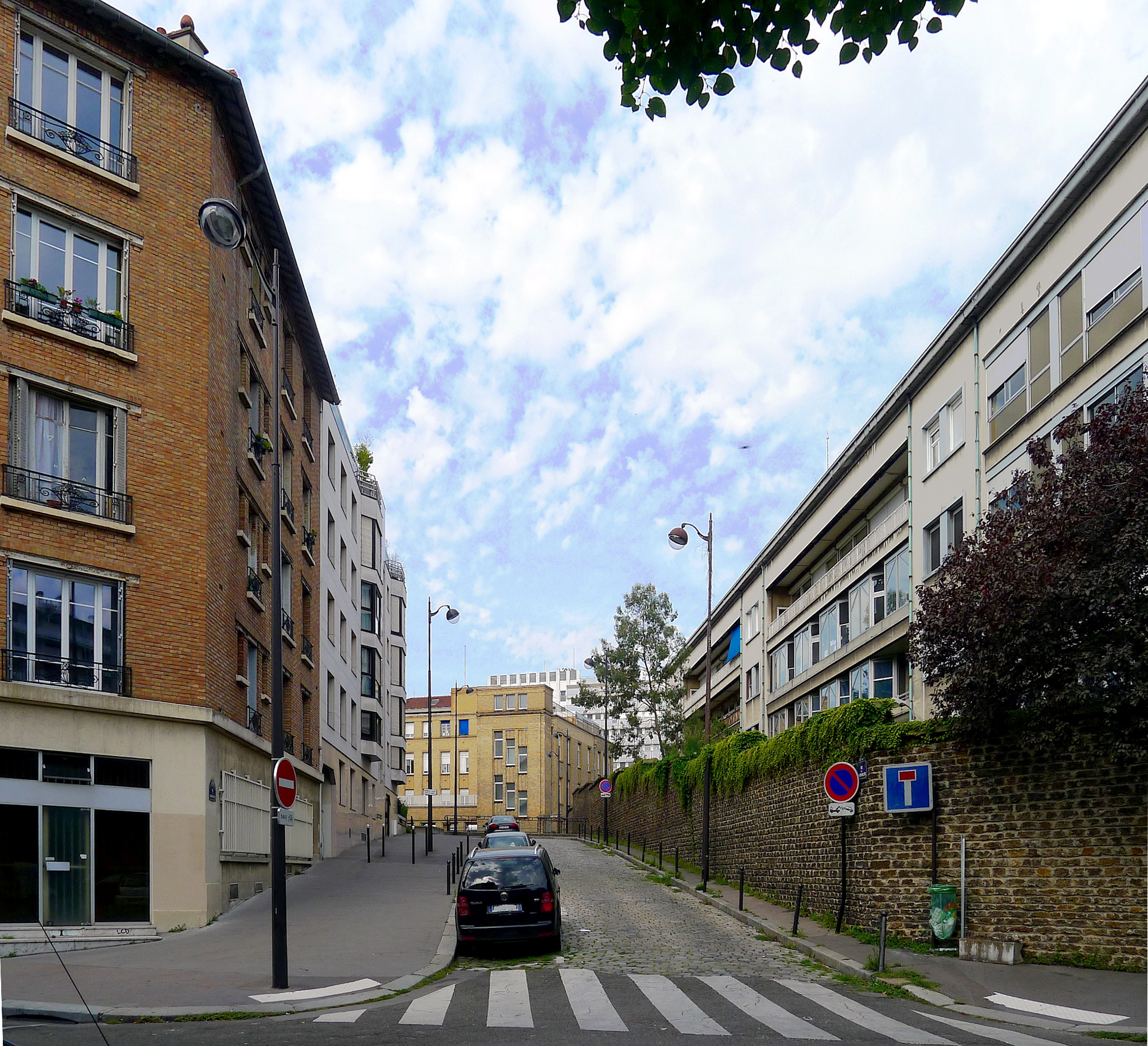
Ancienne portion de la rue des Marguettes, désormais incorporée à la rue de Rambervillers, vue de la rue du Sahel.

Une section de cette voie était précédemment une partie de la rue des Marguettes, située sur la commune de Saint-Mandé, et indiquée sur le plan cadastral de 1813. Par décret du 23 mai 1863, cette partie de cette voie est rattachée dans la voirie parisienne.
La partie comprise entre l'avenue du Docteur-Arnold-Netter et la rue Paul-Crampel est ouverte en 1905 par la veuve Pérette.
Après la construction de l'hôpital Armand-Trousseau, elle inclut en 1948 le tronçon isolé de la rue des Marguettes qui la joint désormais à la rue du Sahel par un escalier.

## Bâtiments remarquables et lieux de mémoire
- L'hôpital Armand-Trousseau sur son flanc sud.